# Roberto Marín
Roberto de Jesús Marín Montoya es un actor y cantante mexicano nacido en la Ciudad de México el 12 de enero de 1988. Ha estado en telenovelas infantiles como Una luz en el camino, Aventuras en el tiempo y Cómplices al rescate, y también ha salido en algunos capítulos de La rosa de Guadalupe y Como dice el dicho

## Filmografía

### Televisión
- La piloto (2018) - Lalo Méndez
- Sala de urgencias (2015) - Agente Pineda
- Como dice el dicho (2013-presente) - (3 episodios)
- Historias delirantes (2012) - Carlos
- Atrévete a soñar (2009-2010) - Gabriel Muñoz
- Camaleones (2009-2010) - Roberto Morán Joven
- La rosa de Guadalupe (2008-2014)
  - "Hasta Tocar Fondo" - Uriel (2008)
  - "Seroposotiva o -Cero-Negativa?" - Ángel (2008)
  - "Un nuevo corazón" - Alfredo (2009)
  - "Niño modelo" - Agustín  (2009)
  - "Así no es el amor" - Danilo (2011)
  - "Las notas del corazón" - Isaac (2012)
  - "Tú eres mi fuerza" - José Guadalupe (2012)
  - "Recobrar nuestra vida" - Mateo (2014)
- 13 miedos (2007) - Nico
- Mujer, casos de la vida real (2002-2006) - (6 episodios)
- Velo de novia (2003) - Hugo
- Las vías del amor (2002-2003) - Miguel Bárcena
- Cómplices al rescate (2002) - Roberto Obregón[4]
- Miel para Oshún (2001) - Obrero
- Aventuras en el tiempo (2001) - Narciso Espino del Huerto[5]
- Siempre te amaré (2000) - Palillo
- Una luz en el camino (1998) - Marco
- Plaza Sésamo (1995) - Carlitos